# 로드 오브 링스
《로드 오브 링스》(영어: The Lord of the Rings)는 미국에서 제작된 랠프 백시 감독의 1978년 서사 판타지 애니메이션 영화이다. 크리스토퍼 가드 등이 목소리 출연하였다.

## 출연진
- 크리스토퍼 가드
- 윌리엄 스콰이어
- 마이클 스콜스
- 존 허트
- 사이먼 챈들러
- 도미닉 가드
- 노먼 버드
- 앤서니 대니얼스